# Rudolf Nilsen
Rudolf William Nilsen (ur. 28 lutego 1901 w Christianii, obecnie Oslo – zm. 23 kwietnia 1929 w Paryżu) – poeta i dziennikarz norweski.
Pochodził z rodziny robotniczej. W latach 1919–1923 był działaczem Związku Młodych Socjaldemokratów, od 1923 roku członkiem Norweskiej Partii Komunistycznej. Za swoją działalność polityczną (przemyt pism nawołujących do rewolucji) stanął przed sądem, ale dzięki interwencji prawnika Trygvego Lie nie został skazany. W 1924 roku ożenił się z aktorką Ellą Quist Kristoffersen (późn. Ella Hval). Zmarł w Paryżu na gruźlicę. W jego poezji obecne są zarówno wątki polityczne, społeczne jak i uczuciowe.

## Twórczość
- På stengrunn (1925)
- På gjensyn (1926)
- Hverdagen (1929, pośmiertnie)
- Samlede dikt (1935), z przedmową Arnulfa Øverlanda
- Hilsen og håndslag (1974), wiersze rozproszone z gazet i czasopism
- Rulle forteller: Rudolf Nilsens prosa i utvalg (1974), wybór artykułów prasowych